# 稅務顧問
稅務顧問是指受过高级稅法培训和具有稅法知识的人。有些公司在遵守法律的前提下為盡量减少税收，它們會聘用税务顾问處理复杂的财务状况。税务顾问也會代表客戶在税务机关和税务法院解决税务问题。